# بريط صلب الأوراق
بريط صلب الأوراق (الاسم العلمي:Dipcadi rigidifolium) هو نوع من النباتات يتبع جنس البريط من الفصيلة الهليونية.